# 7272 Darbydyar
A 7272 Darbydyar (ideiglenes jelöléssel 1980 DD1) a Naprendszer kisbolygóövében található aszteroida. Zdeňka Vávrová fedezte fel 1980. február 21-én.